# Санаторий под клепсидрой (фильм)
«Санаторий под клепсидрой» (пол. Sanatorium pod klepsydrą) — польский  фильм 1973 года по мотивам одноименной книги Бруно Шульца, режиссёра Войцеха Хаса. Яркий образец сюрреализма в кинематографе.

## Сюжет
Главный герой фильма, Йозеф, направляется в санаторий, где при смерти находится его отец. Доктор Готар, директор этого странного заведения, объясняет ему, что в зависимости от относительности времени, в котором существуют пациенты, его отец мертв для всех остальных, но не для тех, кто находится здесь. 
Человек бродит внутри санатория и по его ближайшим окрестностям, пересекает пришедшие в упадок комнаты, таинственные причудливые сады. Он видит места, где проходило его детство, разговаривает с самим собой ребенком, со своей матерью, видит своего отца, знакомого еврейского торговца тканью; встречается с историческими персонажами, в том числе Бисмарком.

## Стиль и отзывы
Как и книга Бруно Шульца, фильм Хаса — феномен напоенной мистицизмом культуры Галиции. 
Фильм отмечен изощрённостью киноязыка, особым, экзистенциальным переживанием пространства и времени. 
Визуальный ряд фильма выдаёт также влияние полотен Марка Шагала (автор книги «Санаторий под клепсидрой» Бруно Шульц был также и художником, но почти все его работы утрачены). Вереницу аналогий можно продолжить романом Томаса Манна «Волшебная гора».
Работа над фильмом «Санаторий под клепсидрой» потребовала колоссального бюджета и продолжалась на протяжении пяти лет. 
Среди критиков преобладали восторженные отзывы. Один из них отметил стилистическое родство картины с фильмами Тарковского, Феллини и Терри Гиллиама.

## Название
Клепсидра — не только название старинного прибора для измерения времени при помощи воды. Поляки называют этим словом расклеиваемые в общественных местах некрологи (подобная традиция существует и в Болгарии).

## В ролях
- Ян Новицкий — Йозеф
- Тадеуш Кондрат — Якуб, отец Йозефа
- Ирена Орская — мать Йозефа
- Халина Ковальская — Аделя
- Божена Адамек — Бьянка
- Густав Холоубек — доктор Готар
- Мечислав Войт — слепой проводник
- Ирена Малькевич — дама в чёрном
- Павел Унруг — орнитолог
- Марек Барбасевич — официант
- Юзеф Лодыньский — дворецкий в музее
- Мирослава Ломбардо — королева Драга
- Влодзимеж Новак — эрцгерцог Максимилиан
- Ежи Янечек — анархист
- Ежи Брашка — фигура в музее
- Тадеуш Шмидт — офицер

## Награды
- 1973 — специальный приз жюри на МКФ в Канне
- 1973 — приз «Золотой астероид» на МКФ фантастических фильмов в Триесте
- 1974 — награды художникам фильма Анджею Плоцкому и Ежи Скажинскому на национальном фестивале художественных фильмов в Гданьске